# Pabellón de Hidalgo
Pabellón de Hidalgo es una población que se localiza en el municipio de Rincón de Romos, Aguascalientes, la cual cuenta con 4,006 habitantes.El 26 de junio de 2023, Pabellón de Hidalgo fue incluido en el programa turístico Pueblos Mágicos.

## Museo de la Insurgencia

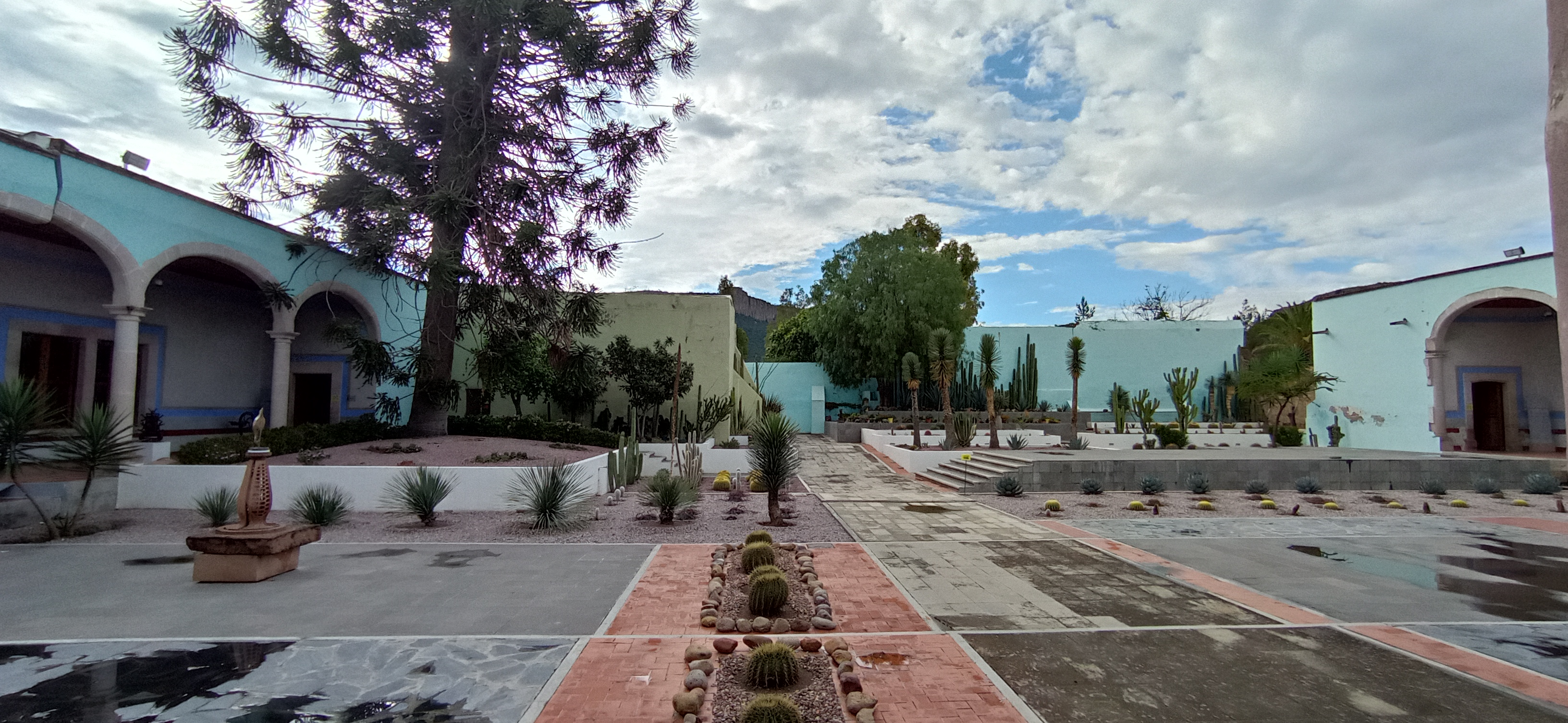
Museo de la Insurgencia.

En Pabellón de Hidalgo se encuentra el museo de la Insurgencia, localizado en lo que anteriormente era la casa grande de la Hacienda de San Blas. El Museo de la Insurgencia abrió sus puertas el 17 de octubre de 1967 con el objetivo de difundir los sucesos ocurridos durante la independencia de México. Así también, el Museo alberga murales del artista Alfredo Zermeño Flores, en los cuales plasma acontecimientos culturales, políticos y sociales sucedidos durante los dos últimos siglos (1810-2010) en la historia de México. Cuentan que luego de la derrota sufrida por los insurgentes en la batalla de puente de Calderón, estos llegaron a la Hacienda de San Blas y aquí fue donde Miguel Hidalgo y Costilla fue destituido del mando.
El Museo se localiza en la calle Plaza 24 de Enero Nº. 19 en Pabellón de Hidalgo.